# Грийнуд (Мисисипи)
Вижте пояснителната страница за други населени места с името Грийнуд.
Грийнуд (на английски: Greenwood) е град в Мисисипи, Съединени американски щати, административен център на окръг Лефлор. Разположен е при сливането на реките Ялобуша и Талахачи, които образуват река Язу. Населението му е около 18 425 души (2000).

## Население
18 425 (2000)
Расов състав (2000):
- черни – 65,36%
- бели – 32,82%

## Личности
- Родени в Грийнуд
  - Бети Евърет (1939 – 2001), певица
- Починали в Грийнуд
  - Робърт Джонсън (1911 – 1938), музикант